# Erik Pfeifer
Erik Pfeifer (* 22. Januar 1987 in Asbest, Oblast Swerdlowsk, ehemalige Sowjetunion) ist ein deutscher Profiboxer und aktueller Europameister des Weltverbandes WBO im Schwergewicht.
Als Amateur war er fünffacher Deutscher Meister, Gewinner der EU-Meisterschaften 2009, Bronzemedaillengewinner der Weltmeisterschaften 2011 und 2013, sowie Olympiateilnehmer 2012 und 2016. 2016 gewann er als erster Boxer den APB-Weltmeistertitel des Amateurweltverbandes AIBA.

## Karriere
Erik Pfeifer übersiedelte 1994 von Russland ins niedersächsische Lohne und begann beim Sportverein Blau-Weiß Lohne mit dem Boxsport. Später trainierte er auch am Olympiastützpunkt Heidelberg und war als Sportsoldat auch Mitglied der Sportfördergruppe der Bundeswehr. Mit über 100 kg Kampfgewicht boxte er als Amateur stets im Superschwergewicht (+ 91 kg).
2016 wurde er mit der Niedersächsischen Sportmedaille ausgezeichnet.

### Deutsche Meisterschaften
Erik Pfeifer wurde 2005 deutscher Juniorenmeister und gewann bei den Deutschen Meisterschaften der Erwachsenen 2007 eine Bronzemedaille, nachdem er im Halbfinale gegen Erkan Teper ausgeschieden war.
In den Jahren 2008, 2009, 2010, 2012 und 2013 gewann er jeweils den Titel des Deutschen Meisters.

### Europameisterschaften, Weltmeisterschaften und Olympische Spiele
Erik Pfeifer gewann 2005 eine Bronzemedaille bei den Junioren-Europameisterschaften in Estland, wobei ihm auch ein Sieg gegen Andrzej Wawrzyk gelang. Anschließend trat er erst mit dem Gewinn der EU-Meisterschaften 2009 in Dänemark wieder in Erscheinung. Er startete zudem bei den Weltmeisterschaften 2009 in Italien, unterlag dort jedoch im Achtelfinale gegen Zhang Zhilei.
Bei den Weltmeisterschaften 2011 in Aserbaidschan besiegte er unter anderem Roman Kapitonenko und Wiktar Sujeu, wodurch er ins Halbfinale einzog. Dort schied er gegen Anthony Joshua mit einer Bronzemedaille aus. Mit diesem Erfolg war er für die Olympischen Spiele 2012 in London qualifiziert, wo er in der Vorrunde gegen Iwan Dytschko unterlag.
Die Europameisterschaften 2013 in Belarus beendete er mit einer Niederlage im Viertelfinale gegen Sergei Kusmin, gewann aber bei den Weltmeisterschaften 2013 in Kasachstan erneut eine Bronzemedaille. Er schlug dabei unter anderem Mihai Nistor und verlor im Halbfinale erneut gegen Iwan Dytschko.
Bei den Olympischen Spielen 2016 in Rio de Janeiro verlor er in der Vorrunde gegen Clayton Laurent.

### World Series of Boxing (WSB)
2010 kam es zur Gründung der semiprofessionellen, als Mannschafts-WM gestalteten World Series of Boxing. Pfeifer nahm 2012/13 für das Team German Eagles und 2013/14 für Team Germany teil. 2013 schied das Team bereits in der Gruppenphase aus, 2014 erst im Viertelfinale.
- WSB-Ergebnis;

- November 2012: Sieg gegen Anatoliy Antonyuk, Team Ukrainian Otamans[20]
- Januar 2013: Sieg gegen Tony Yoka, Team Italia Thunder[21]
- November 2013: Sieg gegen Yaovi Agbonson, Team Algeria Desert Hawks[22]
- Januar 2014: Sieg gegen Facundo Ghiglione, Team Argentina Condors[23]
- Februar 2014: Sieg gegen Paul Koon, Team USA Knockouts[24]
- April 2014: Niederlage gegen Ruslan Myrsatayev, Team Astana Arlans[25]

### AIBA Pro Boxing
Ab Oktober 2014 veranstaltete der Amateurboxverband AIBA einen WM-Turnierzyklus unter Profibedingungen, welcher zugleich als Qualifikation für die Olympischen Spiele 2016 diente. Pfeifer gewann gegen den in den USA lebenden Profiboxer Ahmed Samir, gegen den späteren Weltmeister und Olympiasieger Tony Yoka, sowie gegen den zweifachen EM-Bronzegewinner Mihai Nistor und den Afrikameister Mohamed Arjaoui, wurde dadurch der erste APB-Weltmeister der Organisation und löste ein Ticket für die Olympischen Spiele 2016. Den APB-Titel verlor er in einem Rückkampf 2015 an Mihai Nistor.
- APB-Ergebnis;

- Oktober 2014: Sieg gegen Ahmed Samir aus Ägypten[26]
- November 2014: Sieg gegen Tony Yoka aus Frankreich[27]
- Dezember 2014: Sieg gegen Mihai Nistor aus Rumänien[28]
- Januar 2015: Sieg gegen Mohamed Arjaoui aus Marokko[29]
- September 2015: Niederlage gegen Mihai Nistor aus Rumänien[30]

### Internationale Turniere
- 2008; 1. Platz Peace Tournament in Bosnien[31]
- 2008; 2. Platz Saint-Quentin Tournament in Frankreich[32]
- 2008; 1. Platz Beogradski Pobednik Tournament in Serbien[33]
- 2008; 3. Platz Bocskai Tournament in Ungarn[34]
- 2008; 2. Platz Chemiepokal in Deutschland[35]
- 2010; 3. Platz China Open in China[36]
- 2011; 2. Platz Chemiepokal in Deutschland[37]
- 2012; 3. Platz Chemiepokal in Deutschland[38]
- 2015; 2. Platz Olympic Test Event in Brasilien[39]
- 2015; 1. Platz World Cup of Petroleum Countries in Russland[40]
- 2015; 1. Platz Tammer-Turnier in Finnland[41]
- 2016; 1. Platz Georgiy Zhukov Tournament in Russland[42]

### Profikarriere
Im August 2018 unterzeichnete Pfeifer einen Profivertrag beim Hamburger Boxstall EC Boxpromotion des Promoters Erol Ceylan. Sein Debüt gewann er am 15. September 2018 in Hamburg gegen den Georgier Davit Gogishvili.
Nach sechs Siegen in Folge, boxte er am 16. November 2019 in Halle (Saale) gegen den Bosnier Adnan Redžović um den Europameistertitel der WBO im Schwergewicht und siegte durch Technischen Knockout (TKO), nach Aufgabe seines Gegners am Ende der fünften Runde.
Am 27. März 2021 verlor er beim Kampf um den Titel IBO-International durch TKO in der zweiten Runde gegen den Briten Nick Webb. Am 7. Oktober 2023 verlor er zudem durch TKO in Runde 7 gegen den Serben Dušan Veletić.